# Enrico Festa
Enrico Luigi Festa (Moncalieri, 11 agosto 1868 – Moncalieri, 30 settembre 1939) è stato un naturalista italiano.
Nei suoi numerosi viaggi a scopo naturalistico, che lo hanno portato di volta in volta a Rodi (allora colonia italiana assieme a tutto il Dodecaneso), in Libia (idem), in Sardegna ed in Ecuador, Festa ha descritto e catalogato numerosissime specie animali, in particolare insetti e pesci. In suo onore è stato assegnato ad un ciclide sudamericano il nome scientifico di Cichlasoma festae.